# Deckshelfer
Deckshelfer ist die Funktions- oder Berufsbezeichnung für einen Seemann der See- und Küstenschifffahrt oder in der Fischerei an Deck ohne Ausbildung.
Deckshelfer gehören wie auch Decksmänner zu den Decksleuten und sind mit verschiedenen Aufgaben betraut. So z. B. kümmern sich die Deckshelfer um unterstützende und zuarbeitende Tätigkeiten, wie etwa die Be- und Entladung der Schiffe oder die Reinigung des Schiffs und der Kajüten. Ferner führen sie nach Anweisung von Fachkräften Wartungs- und Instandhaltungsarbeiten aus, wie z. B. das Entrosten und den Korrosionsschutz von Metallteilen. Eine spezielle Ausbildung ist für die Ausübung dieses Berufs nicht erforderlich, es sollte jedoch eine Seediensttauglichkeit vorliegen.